# ANSMET

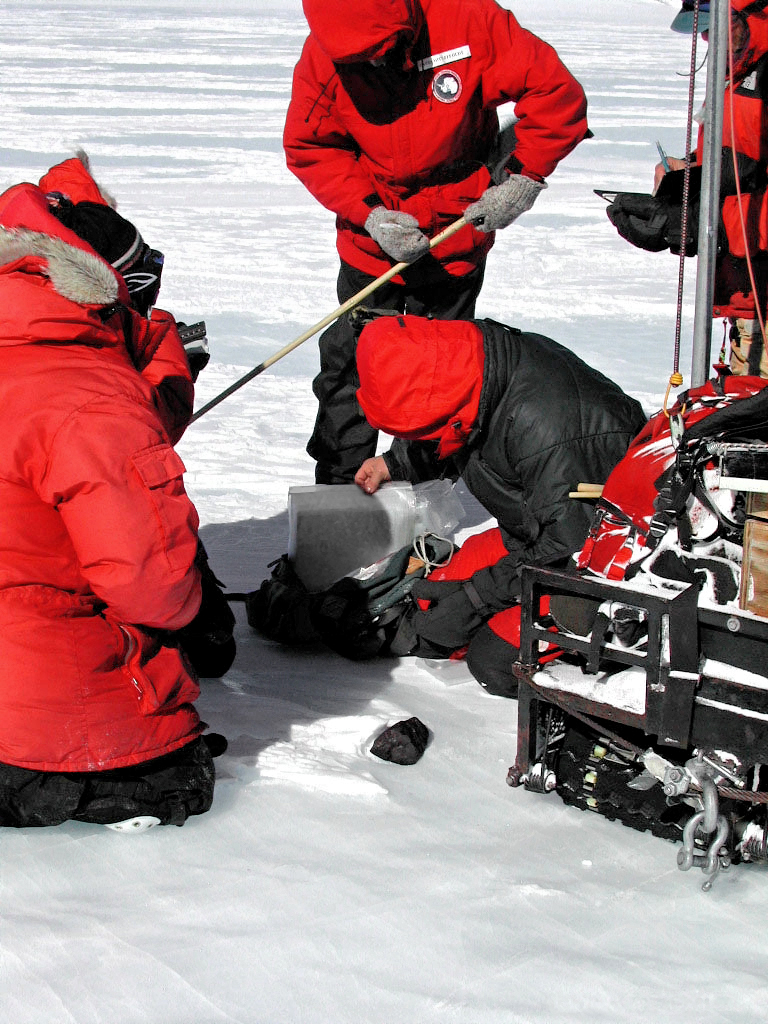
En meteorit placeras i en ren teflonpåse med hjälp av en steril tång.

ANSMET (ANtarctic Search for METeorites) är ett program som letar efter meteoriter i de Transantarktiska bergen. ANSMET startades av Office of Polar Programs i National Science Foundation. 
Programmet söker visuellt efter meteoriter på det stora isfältet. De har hittat ett antal kända meteoriter från månen och Mars, exempelvis ALH84001.